# Maisingen

Maisingen im 18. Jahrhundert

Maisingen ist ein Brauch, der hauptsächlich im Sensebezirk des Kantons Freiburg und in den Kantonen Genf und Tessin, Schweiz und angrenzenden Regionen noch durchgeführt wird. Es handelt sich dabei um ein Heischesingen, mit dem von Kindern Süssigkeiten (früher eher Früchte oder Eier) und inzwischen vor allem Geldmünzen eingesammelt werden. Auch in anderen Regionen Deutschlands, Österreichs, der Schweiz, Frankreichs, Norditaliens und in einigen deutschsprachigen Gebieten Tschechiens war das Maisingen lange Zeit Tradition und wird im Zuge von Globalisierungsdebatten der Ritualforschung von Heimatvereinen etc. teilweise wiederbelebt.

## Ablauf
Das Maisingen findet jedes Jahr am 1. Mai statt. Dabei gehen Schüler in kleinen Gruppen bis zu fünf Kindern von Haus zu Haus und singen vor den Wohnungstüren ein Lied. Dabei werden sowohl traditionelle als auch moderne Lieder gesungen. Teilweise wird das Lied durch ein Instrument wie Gitarre oder Blockflöte begleitet. In seltenen Fällen werden rein instrumentale Stücke gespielt.
Im Anschluss an das Spielen des Liedes öffnen die Bewohner die Tür und belohnen die Kinder mit einem kleinen Geldbetrag. Oft besprechen die Kindergruppen untereinander die Vor- und Nachteile von Wohngegenden und tauschen Tipps aus. Hausbewohner, die keinen Gesang wünschen, kleben ein Blatt mit der Beschriftung «abwesend» an die Wohnungstür.

## Geschichte
Hauptsächlich wurden, zumindest im Bereich der Westschweiz und des französischen Vercors drei Typen von Mailiedern beim Maisingen von jungen Burschen und Mädchen vorgetragen:
- Heischelieder am 30. April, die dazu aufriefen Eier und Geld zu geben und das dann am 1. Mai gemeinsam verzehrt wurde. Dabei sangen nur die männlichen Jugendlichen; die geschmückten Mädchen (Blumen- und Laubkränze) tanzten dazu.
- Tagelieder beim Errichten des Maibaums und
- Tanzlieder, während um ein entfachtes Feuer von den umkreisenden weiblichen Teilnehmern Sträusse aus Heilkräutern verbrannt wurden.[1]

## Verankerung
Das Maisingen ist im kommunalpolitischen Kalender durchaus fest verankert. So besagt eine Regelung für das Jahr 2005 des Oberamtmanns des Sensebezirks: «Da dieses Jahr der 1. Mai auf einen Sonntag fällt, wird das traditionelle Maisingen am Samstag, 30. April 2005 durchgeführt».